# Kyselina perfluorhexanová
Kyselina perfluorhexanová je perfluorovaná karboxylová kyselina se vzorcem CF3(CF2)4COOH. Jedná se o častý produkt rozkladu fluorovaných polymerů.
Kyselina perfluorhexanová není natolik bioakumulativní jako řada jiných perfluorovaných karboxylových kyselin.